# William Cumming Rose
William Cumming Rose (Greenville, Carolina do Sul, 4 de abril de 1887 — Urbana, Illinois, 25 de setembro de 1985) foi um nutricionista estadunidense. Suas pesquisas na década de 1930 determinaram os aminoácidos essenciais, incluindo a treonina.

## Prêmios e condecorações
- 1936 – membro da Academia Nacional de Ciências dos Estados Unidos
- 1939–1941 – President of the American Society of Biological Chemists
- 1945–1946 – President of the American Institute of Nutrition
- 1949 – Osborne and Mendel Award of the American Institute of Nutrition
- 1952 – Honorary Doctor of Sciences Degree from the University of Illinois
- 1952 – Prêmio Willard Gibbs da American Chemical Society
- 1957 – Kenneth A. Spencer award[1] of the American Chemical Society
- 1961 – Twentieth Anniversary Award of the Nutrition Foundation
- 1966 – Received National Medal of Science
- 1979 – Concedido o primeiro Prêmio William C. Rose